# Port lotniczy Asjut
Port lotniczy Asjut – port lotniczy położony w Asjucie, w Egipcie.

## Linie lotnicze i połączenia
| Linia Lotnicza  | Kierunek                                                  |
| --------------- | --------------------------------------------------------- |
| Air Cairo       | 1. Amman 2. Dżudda 3. Kuwejt 4. Medyna 5. Rijad 6. Dammam |
| EgyptAir        | 1. Kair                                                   |
| FlyEgypt        | 1. Amman 2. Dżudda 3. Kuwejt                              |
| Jazeera Airways | 1. Kuwejt                                                 |